# Assalin
Assalin est un arrondissement du département du Zou, au Bénin. C'est une division administrative sous la juridiction de la commune de Za-Kpota. Selon le recensement de la population effectué par l'Institut National de la Statistique Bénin le 15 février 2002, l'arrondissement avait une population totale de 11 172 habitants.